# Robert Ibertsberger
Robert Ibertsberger (Neumarkt am Wallersee, 20 gennaio 1977) è un allenatore di calcio ed ex calciatore austriaco, di ruolo difensore.

## Biografia
È fratello di Andreas Ibertsberger, anch'egli nazionale austriaco.

## Carriera

### Giocatore
Comincia la sua carriera nelle giovanili del SV Seekirchen 1945 assieme ai fratelli Andreas e Matthias. Nel 1994 passa al FC ASVÖ Puch, in seconda divisione. Nel 1996 passa al Salisburgo, con il quale esordisce in Bundesliga il 17 agosto dello stesso anno contro il LASK Linz. È un giocatore importante per le varie nazionali giovanili (20 presenze con l'Under-20, 8 con l'Under-21). La sua carriera viene però troncata da un gravissimo infortunio da cui non si riprenderà mai definitivamente, infatti il 31 maggio 1997, dopo uno scontro con il centrocampista dell'Austria Vienna René Glatzer, Ibertsberger subisce delle lesioni al ginocchio destro. Torna a giocare nell'autunno del 1998, sempre con il Salisburgo. 
Il 18 agosto 1999 fa il suo esordio con la nazionale maggiore austriaca, nella partita tra Svezia terminata a reti inviolate.
Nel gennaio del 2000 viene acquistato dal Venezia, che gioca in Serie A, per 4 miliardi di lire. Il 10 febbraio scende in campo per la prima volta con i veneti nella partita d'andata di Coppa Italia contro la Lazio.
Il primo maggio si infortuna di nuovo in modo grave e da quel momento fa solo delle comparse in panchina.
Al termine della stagione, finita al terzultimo posto, Ibertsberger torna in Austria, per giocare con lo Sturm Graz, squadra con cui sotto la guida del tecnico Ivica Osim riesce anche a giocare in Champions League. Successivamente si trasferisce al Tirol Innsbruck, ma nel 2002 a causa di un problema al ginocchio deve restare 15 mesi senza giocare.
Ritorna a giocare in Serie B austriaca con l'Untersiebenbrunn  fino al 2004, anno in cui si ritira dal calcio giocato, soltanto a 27 anni, a causa dell'infortunio al ginocchio destro patito anni prima che ancora continuava a tormentarlo.
Esordisce come allenatore nel 2006 nelle giovanili del Salisburgo. Nel 2019 assume per la prima volta la guida di allenatore della prima squadra di un club professionistico, diventando tecnico ad interim del Wolfsberger e guidandolo per qualche mese.

### Allenatore
Al termine della carriera da giocatore è diventato allenatore.

## Statistiche

### Cronologia presenze e reti in nazionale
| Cronologia completa delle presenze e delle reti in nazionale ― Austria | Cronologia completa delle presenze e delle reti in nazionale ― Austria | Cronologia completa delle presenze e delle reti in nazionale ― Austria | Cronologia completa delle presenze e delle reti in nazionale ― Austria | Cronologia completa delle presenze e delle reti in nazionale ― Austria | Cronologia completa delle presenze e delle reti in nazionale ― Austria | Cronologia completa delle presenze e delle reti in nazionale ― Austria | Cronologia completa delle presenze e delle reti in nazionale ― Austria |
| Data                                                                   | Città                                                                  | In casa                                                                | Risultato                                                              | Ospiti                                                                 | Competizione                                                           | Reti                                                                   | Note                                                                   |
| ---------------------------------------------------------------------- | ---------------------------------------------------------------------- | ---------------------------------------------------------------------- | ---------------------------------------------------------------------- | ---------------------------------------------------------------------- | ---------------------------------------------------------------------- | ---------------------------------------------------------------------- | ---------------------------------------------------------------------- |
| 18-8-1999                                                              | Malmö                                                                  | Svezia                                                                 | 0 – 0                                                                  | Austria                                                                | Amichevole                                                             | -                                                                      |                                                                        |
| 4-9-1999                                                               | Vienna                                                                 | Austria                                                                | 1 – 3                                                                  | Spagna                                                                 | Qual. Euro 2000                                                        | -                                                                      |                                                                        |
| 10-10-1999                                                             | Vienna                                                                 | Austria                                                                | 3 – 1                                                                  | Cipro                                                                  | Qual. Euro 2000                                                        | -                                                                      | 76’                                                                    |
| 23-2-2000                                                              | Calamata                                                               | Grecia                                                                 | 4 – 1                                                                  | Austria                                                                | Amichevole                                                             | -                                                                      |                                                                        |
| 25-4-2001                                                              | Vienna                                                                 | Austria                                                                | 2 – 0                                                                  | Liechtenstein                                                          | Qual. Mondiali 2002                                                    | -                                                                      | 74’                                                                    |
| 15-8-2001                                                              | Vienna                                                                 | Austria                                                                | 1 – 2                                                                  | Svizzera                                                               | Amichevole                                                             | -                                                                      | 46’                                                                    |
| 1-9-2001                                                               | Valencia                                                               | Spagna                                                                 | 4 – 0                                                                  | Austria                                                                | Qual. Mondiali 2002                                                    | -                                                                      | 53’ 69’                                                                |
| 5-9-2001                                                               | Vienna                                                                 | Austria                                                                | 2 – 0                                                                  | Bosnia ed Erzegovina                                                   | Qual. Mondiali 2002                                                    | -                                                                      | 83’                                                                    |
| Totale                                                                 |                                                                        | Presenze                                                               | 8                                                                      |                                                                        | Reti                                                                   | 0                                                                      |                                                                        |